# Basílica subterrânea de Porta Maior
A Basílica subterrânea de Porta Maior é uma basílica neopitagórica localizada ao lado da Porta Maggiore, no quartiere Prenestino-Labicano de Roma e datada da época do imperador romano Tibério ou Cláudio (entre 14 e 54 d.C.).
Foi usada para encontros de neopitagóricos, e é o único local histórico que foi associado ao movimento neopitagórico. Esta escola de filosofia mística helenística pregava o ascetismo e era baseada nas obras de Pitágoras e Platão. A planta do chão mostra uma basílica com três naves e um abside similares para as basílicas iniciais cristãs que apareceram apenas muito mais tarde no século IV. As abóbodas são decoradas com estuques brancos simbolizando crenças neopitagóricas mas cujo exato significado permanece um assunto de debate.

## História
A descoberta desta basílica ocorreu por acaso em 23 de abril de 1917 depois de um desabamento de uma das abóbadas sobre a qual estava sendo construído um viaduto ferroviário ligado à estação Roma Termini e, no nível da rua, a linha de bondes que serve aos quartieres situados ao longo da Via Prenestina. A "Basílica da Porta Maior" é considerada a mais antiga basílica pagã de todo o ocidente.
Segundo alguns estudiosos, o edifício teria sido construído por Tito Estacílio Tauro, da gente Estacília, proprietária de vários imóveis na região da Porta Maggiore e na Via Prenestina, um colaborador muito próximo do próprio imperador Augusto e cônsul em 11 d.C. Outros estudiosos, por outro lado, atribuem sua construção a Tito Estacílio Tauro, bisneto do anterior, que se suicidou em 53 d.C. por não suportar a vergonha do processo em que Agripina, a mãe de Nero, o acusou de prática de magia.
Para construir a basílica, as formas das colunas foram escavadas no subsolo e, em seguida, foi despejado no interior um agregado de pedaços de cimento; esse agregado, uma vez consolidado, permitiu criar a abóbada e uma abertura no vértice, através da qual subsequentemente, a terra foi removida. A basílica não está mais no subsolo porque, ao longo do tempo, houve uma estratificação do território que fez o prédio desaparecer, mas foi construída para ser subterrânea.

## Arquitetura
A basílica possui três naves ladeadas por seis pilares de rocha e uma abside. São decoradas com imagens em estuque de centauros, grifos e sátiros. Heróis clássicos como Aquiles, Orfeu, Páris e Hércules também estão representados.
Originalmente, a basílica era acessada por uma longa entrada descendente a partir da Rua Prenestina e por um vestíbulo.

## Descrição
A estrutura subterrânea aborda um vestíbulo ou pronau quadrado de pequenas dimensões, a abertura do teto constitui de uma única fonte de iluminação de todo o edifício. Ao acessar o vestíbulo a partir da Via Praenaestina por um lance de escadas. Ao penetrar em seguida uma grande sala retangular de 12 × 9 m cujo piso é de cerca de 7 metros abaixo do nível da rua. Está organizado de acordo com um plano basilical: a sala é dividida em três naves abobadadas separadas por duas filas de três grandes pilares sustentando os arcos. A nave central, mais larga, se termina em um abside central. As paredes e tetos das duas salas são cobertas de decorações elaboradas de estuques brancos representando as diversas cenas mitológicas que são os temas do destino da alma e os segredos da iniciação aos Mistérios. E em muito notadamente "Zeus raptando Ganímedes", Medeia oferecendo uma bebida mágica ao dragão que guarda o velo de ouro em modo que Jasão pudesse aproveitá-lo, a poetisa Safo que se atira ao mar (embora essa interpretação não seja unânime), assim como Vitórias aladas, as cabeças de Medusas, crianças que estão brincando, as almas conduzidas ao Submundo, um rito de casamento, os objetos de culto, os animais e um pigmeu que retorna da caça para sua cabana, e muitos outros assuntos.
A conservação excepcional das decorações de estuques é devido ao curto tempo de uso do lugar, construído nos meados do século I e abandonado a menos de meio-século mais tarde. Em razão da fragilidade das estruturas e das decorações, o acesso ao lugar está quase sempre fechado ao público.

## Função e preservação
A basílica é provavelmente obra de uma seita místico-pitagórica, mas ainda hoje é incerta a sua função específica: túmulo ou basílica funerária, ninfeu ou, com maior probabilidade, um templo neopitagórico,  como parece provar a natureza da decoração, ou mais simplesmente de um lugar cuja fachada é apreciada em fato sem função religiosa (specus aestivus)..
Para evitar maiores danos derivados das vibrações provocadas pelos bondes e pela infiltração de água, uma laje de concreto armado foi colocada com na cavidade em 1951, posteriormente usada como um pequeno museu. Contudo, esta internvenção não garantiu uma proteção completa e a presença de um parasita externo danificou os estuques. A entrada, meio escondida, quase sempre fechada e abandonada, não é original. Depois de abril de 2015, em alguns domingos uns poucos visitantes conseguem visitar o local com agendamento prévio.

## Abertura
A basílica passou por vários anos de trabalho de restauração. Em 1951, uma concha de concreto foi construída, envolvendo toda a basílica. Purificadores de ar da IQAir na Suíça foram instalados para combater o gás radônio.
A basílica de 40 pés de comprimento agora está aberta aos visitantes. Os grupos de visitantes são mantidos pequenos por causa da fragilidade do monumento. A temperatura e a umidade devem ser mantidas dentro de uma faixa estreita. Ela fica aberta durante o 2º e 4º domingo de cada mês, e o passeio deve ser pré-agendado.